# Tatalina River (Takotna River)
Der Tatalina River ist ein rund 80 Kilometer langer rechter Nebenfluss des Takotna Rivers im südwestlichen Interior des US-Bundesstaats Alaska.

## Verlauf
Der Fluss entspringt in den Kuskokwim Mountains auf einer Höhe von etwa 380 m. Von dort fließt er in nordöstlicher Richtung durch das Hügelland. Er weist dabei zahlreiche Flussschlingen und Altarme auf. Er mündet drei Kilometer nördlich von McGrath in den Takotna River, etwa viereinhalb Kilometer oberhalb dessen Mündung in den Kuskokwim River.

## Sonstiges
40 Kilometer oberhalb der Mündung befindet sich nördlich des Flusslaufs der Militärflugplatz Tatalina LRRS Airport sowie die stillgelegte Luftwaffenbasis Tatalina Air Force Station.